# Cychramus luteus
Cychramus luteus är en skalbaggsart som först beskrevs av Fabricius 1787.  Cychramus luteus ingår i släktet Cychramus, och familjen glansbaggar. Arten är reproducerande i Sverige.

## Bildgalleri

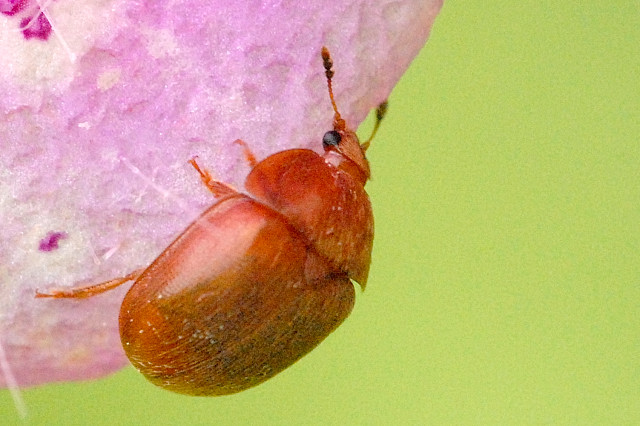
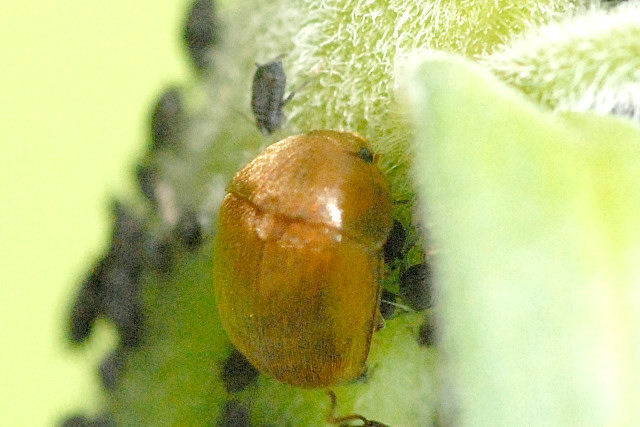